# Mislodejda
Mislodejda (en macédonien Мислодежда, en albanais Misllodezhdi) est un village du sud-ouest de la Macédoine du Nord, situé dans la municipalité de Struga. Le village comptait 720 habitants en 2002. Il est majoritairement albanais.

## Démographie
Lors du recensement de 2002, le village comptait :
- Albanais : 717 ;
- Macédoniens : 1 ;
- Autres : 2.